# Wschodnioniemiecka Formuła 3 Sezon 1971
Sezon 1971 był siedemnastym sezonem Wschodnioniemieckiej Formuły 3. Był to również ostatni sezon, w którym samochody Formuły 3 ścigały się w NRD w najwyższej klasie, LK I. W związku z tym od 1972 roku czołowi zawodnicy wschodnioniemieccy ścigali się w ramach Wyścigowych Mistrzostw NRD w klasie C9.

## Kalendarz wyścigów
| Runda | Data           | Tor      | Pole position   | Najszybsze okrążenie               | Zwycięzca (kierowcy) | Zwycięzca (zespoły)   |
| ----- | -------------- | -------- | --------------- | ---------------------------------- | -------------------- | --------------------- |
| 1     | 23 maja        | Bernau   | René Scalais    | Heinz Melkus                       | Heinz Melkus         | MC Post Dresden       |
| 2     | 5–6 czerwca    | Bautzen  | Heinz Melkus    | Wolfgang Küther                    | Heinz Melkus         | MC Post Dresden       |
| 3     | 7–8 sierpnia   | Schleiz  | Ulli Melkus     | Heinz Melkus                       | Wolfgang Küther      | MC Betonwerke Dresden |
| 4     | 4–5 września   | Drezno   | ?               | Freddy Kottulinsky                 | Freddy Kottulinsky   | Haj Haj Racing        |
| 5     | 11–12 września | Frohburg | Wolfgang Küther | Wolfgang Küther Klaus-Peter Krause | Wolfgang Küther      | MC Betonwerke Dresden |

## Klasyfikacja kierowców
| Legenda oznaczeń w tabelach wyników Wyświetl szablon na nowej stronie | Legenda oznaczeń w tabelach wyników Wyświetl szablon na nowej stronie                                                                     |
| Oznaczenie                                                            | Wyjaśnienie |
| --------------------------------------------------------------------- | --- |
| Złoty                                                                 | Zwycięzca lub mistrzostwo |
| Srebrny                                                               | 2. miejsce lub wicemistrzostwo |
| Brązowy                                                               | 3. miejsce lub II wicemistrzostwo |
| Zielony                                                               | Ukończył, punktował (w klasyfikacji generalnej, gdy zdobył co najmniej jeden punkt na przestrzeni sezonu, poza trzema powyższymi opcjami) |
| Niebieski                                                             | Ukończył, nie punktował (w klasyfikacji generalnej, gdy nie zdobył co najmniej jednego punktu na przestrzeni sezonu)                      |
| Czerwony                                                              | Nie zakwalifikował się (NZ) |
| Czerwony                                                              | Nie prekwalifikował się (NPK) |
| Różowy                                                                | Nie ukończył (NU) |
| Różowy                                                                | Niesklasyfikowany (NS) (w klasyfikacji generalnej, gdy nie został sklasyfikowany w żadnym wyścigu sezonu)                                 |
| Czarny                                                                | Zdyskwalifikowany (DK) |
| Czarny                                                                | Wykluczony (WYK/EX) |
| Biały                                                                 | Nie wystartował (NW) |
| Biały                                                                 | Kontuzjowany (K/INJ) |
| Biały                                                                 | Wyścig odwołany (OD/C) |
| Bez koloru                                                            | Został wycofany (WYC/WD) |
| Bez koloru                                                            | Nie przybył (NP/DNA) |
| Bez koloru                                                            | Nie brał udziału w treningach (NT/DNP) |
| Bez koloru                                                            | Nie został zgłoszony (–) |
| Pogrubienie                                                           | Start z pole position |
| Kursywa                                                               | Najszybsze okrążenie wyścigu |
| †                                                                     | Nie ukończył, ale jego rezultat został zaliczony ze względu na przejechanie więcej niż 90% dystansu wyścigu.                              |
| *                                                                     | Sezon w trakcie |
| 1/2/3                                                                 | Punktowana pozycja w sprincie kwalifikacyjnym                                                                                             |
| Lista systemów punktacji Formuły 1                                    | |

| Poz.                                          | Kierowca           | Zespół                      | BER | BAU | SLZ | DRE | FRO | Punkty |
| --------------------------------------------- | ------------------ | --------------------------- | --- | --- | --- | --- | --- | ------ |
| 1                                             | Wolfgang Küther    | MC Betonwerke Dresden       | 3   | 2   | 1   | 3   | 1   | 37     |
| 2                                             | Heinz Melkus       | MC Post Dresden             | 1   | 1   | 9   | 5   | 2   | 30     |
| 3                                             | Klaus-Peter Krause | MC Gotha                    | 2   | NU  | 2   | ?   | NU  | 12     |
| 4                                             | Ulli Melkus        | MC Post Dresden             | 7   | 4   | 3   | 10  | 4   | 11     |
| 5                                             | Manfred Berger     | MC Wolfen-Bitterfeld        | NU  | NU  | 4   | 6   | 3   | 11     |
| 6                                             | Dieter Pankrath    | MC Fernsehelektronik Berlin | 4   | 5   | 5   | ?   | -   | 7      |
| 7                                             | Frank Hausmann     | MC Oschersleben             | 6   | 7   | 12  | 9   | 5   | 5      |
| 8                                             | Siegfried Bubenik  | MC Betonwerke Dresden       | NU  | 3   | NU  | ?   | NU  | 4      |
| 9                                             | Jürgen Käppler     | MC Brand-Erbisdorf          | -   | NU  | 11  | 7   | -   | 1      |
| 10                                            | Siegfried Scholz   | MC Bernauer Schleife        | -   | -   | -   | 8   | NU  | 2      |
| 11                                            | Manfred Lesche     | MC Betonwerke Dresden       | NU  | 8   | 8   | ?   | -   | 1      |
| 12                                            | Dieter Lindner     | MC Betonwerke Dresden       | NU  | 6   | NU  | ?   | NW  | 1      |
| NS                                            | Wolfgang Krug      | MC Großenhain               | NU  | NU  | NU  | ?   | NU  | 0      |
| Kierowcy niedopuszczeni do zdobywania punktów |                    |                             |     |     |     |     |     |        |
| NS                                            | Freddy Kottulinsky | Haj Haj Racing              | -   | -   | -   | 1   | -   | 0      |
| NS                                            | Georges Crenier    | Team Valvoline              | -   | -   | -   | 2   | -   | 0      |
| NS                                            | René Scalais       | René Scalais                | 5   | -   | -   | 4   | -   | 0      |
| NS                                            | Enn Griffel        | Kalev Tallinn               | -   | -   | 6   | -   | -   | 0      |
| NS                                            | Madis Laiv         | Kalev Tallinn               | -   | -   | 7   | -   | -   | 0      |
| NS                                            | Jurij Andriejew    | Spartak Moskwa              | -   | -   | 13  | -   | -   | 0      |
| NS                                            | Henry Saarm        | DOSAAF Tallinn              | -   | -   | NU  | -   | -   | 0      |
| NS                                            | Miklós de Sorgo    | Spartacus Budapest          | -   | -   | -   | ?   | -   | 0      |
| NS                                            | Rolf Gröndahl      | Kalmar AK                   | -   | -   | -   | ?   | -   | 0      |